# Dypsis curtisii
Dypsis curtisii là loài thực vật có hoa thuộc họ Arecaceae. Loài này được Baker mô tả khoa học đầu tiên năm 1887.